# 떤비엔현
떤비엔현(베트남어: Huyện Tân Biên / 縣新邊)은 베트남 남동부 지방 떠이닌성의 현이다.

## 행정 구역
떤비엔현은 1시진 9사를 관할하고 있다.

### 시진
- 떤비엔 시진 (Thị trấn Tân Biên, 新邊市鎭)

### 사
- 호아히엡 사 (Xã Hòa Hiệp, 和協社)
- 모꽁 사 (Xã Mỏ Công, 某公社)
- 떤빈 사 (Xã Tân Bình, 新平社)
- 떤럽 사 (Xã Tân Lập, 新立社)
- 떤퐁 사 (Xã Tân Phong, 新豊社)
- 타인박 사 (Xã Thạnh Bắc, 盛北社)
- 타인빈 사 (Xã Thạnh Bình, 盛平社)
- 타인떠이 사 (Xã Thạnh Tây, 盛西社)
- 짜봉 사 (Xã Trà Vong, 茶芒社)